# Fed Cup 2011
De Fed Cup werd in 2011 voor de 49e keer gehouden. De Fed Cup is de jaarlijkse internationale tenniscompetitie voor landenteams, voorbehouden aan vrouwen. Dit jaar deden 81 teams met het toernooi mee.
Italië was de titelverdediger, en de nummer een van de plaatsingslijst.
Tsjechië won voor het eerst het toernooi. Het Tsjechische team, bestaande uit Petra Kvitová en Lucie Šafářová voor het enkelspel, en het koppel Lucie Hradecká / Květa Peschke voor het dubbelspel, won in de finale met 3 tegen 2 van het team uit Rusland, bestaande uit Svetlana Koeznetsova en Anastasija Pavljoetsjenkova voor het enkelspel, Maria Kirilenko die zowel in het enkel- als in het dubbelspel meedeed, en Jelena Vesnina voor het dubbelspel.

## Wereldgroep I
|  | eerste ronde 5 en 6 februari   | eerste ronde 5 en 6 februari  |                            |   | halve finale 16 en 17 april | halve finale 16 en 17 april |  |  | finale 5 en 6 november | finale 5 en 6 november |
|  |                                |                               |                            |   |                             |                             |  |  |                        |                        |
|  |                                |                               |                            |   |                             |                             |  |  |                        |                        |
|  | Moskou (hardcourt, binnen)     |                               |                            |   |                             |                             |  |  |                        |                        |
|  |                                |                               |                            |   |                             |                             |  |  |                        |                        |
|  | Rusland (2)                    | 3                             |                            |   |                             |                             |  |  |                        |                        |
|  | Rusland (2)                    | 3                             | Moskou (hardcourt, binnen) |   |                             |                             |  |  |                        |                        |
|  | Frankrijk                      | 2                             |                            |   |                             |                             |  |  |                        |                        |
|  | Frankrijk                      | 2                             | Rusland (2)                | 5 |                             |                             |  |  |                        |                        |
|  | Hobart (hardcourt, buiten)     |                               | Rusland (2)                | 5 |                             |                             |  |  |                        |                        |
|  |                                | Italië (1)                    | 0                          |   |                             |                             |  |  |                        |                        |
|  | Australië                      | Italië (1)                    | 0                          | 1 |                             |                             |  |  |                        |                        |
|  | Australië                      |                               | Moskou (hardcourt, binnen) | 1 |                             |                             |  |  |                        |                        |
|  | Italië (1)                     | 4                             |                            |   |                             |                             |  |  |                        |                        |
|  | Italië (1)                     | 4                             | Rusland (2)                | 2 |                             |                             |  |  |                        |                        |
|  | Antwerpen (hardcourt, binnen)  |                               | Rusland (2)                | 2 |                             |                             |  |  |                        |                        |
|  |                                | Tsjechië (3)                  | 3                          |   |                             |                             |  |  |                        |                        |
|  | België                         | Tsjechië (3)                  | 3                          | 4 |                             |                             |  |  |                        |                        |
|  | België                         | Charleroi (hardcourt, binnen) |                            | 4 |                             |                             |  |  |                        |                        |
|  | Verenigde Staten (4)           | 1                             |                            |   |                             |                             |  |  |                        |                        |
|  | Verenigde Staten (4)           | 1                             | België                     | 2 |                             |                             |  |  |                        |                        |
|  | Bratislava (hardcourt, binnen) |                               | België                     | 2 |                             |                             |  |  |                        |                        |
|  |                                | Tsjechië (3)                  | 3                          |   |                             |                             |  |  |                        |                        |
|  | Slowakije                      | Tsjechië (3)                  | 3                          | 2 |                             |                             |  |  |                        |                        |
|  | Slowakije                      |                               |                            | 2 |                             |                             |  |  |                        |                        |
|  | Tsjechië (3)                   | 3                             |                            |   |                             |                             |  |  |                        |                        |
|  | Tsjechië (3)                   | 3                             |                            |   |                             |                             |  |  |                        |                        |

Eerstgenoemd team speelde thuis.

## Wereldgroep II
Er waren acht deelnemende landen in Wereldgroep II. In het weekeinde van 5 en 6 februari 2011 speelde iedere deelnemer een landenwedstrijd tegen een door loting bepaalde tegenstander.
- Winnaars Spanje, Duitsland, Servië en Oekraïne gingen naar de Wereldgroep I play-offs.
- Verliezers Estland, Slovenië, Canada en Zweden gingen naar de Wereldgroep II play-offs.

## Wereldgroep I play-offs
Er waren acht deelnemende landen in de Wereldgroep I play-offs. In het weekeinde van 16 en 17 april 2011 speelde iedere deelnemer een landenwedstrijd tegen een door loting bepaalde tegenstander.
- Geen enkel team continueerde zijn positie.
- Duitsland, Spanje, Servië en Oekraïne promoveerden van Wereldgroep II in 2011 naar Wereldgroep I in 2012.
- Verenigde Staten, Frankrijk, Slowakije en Australië degradeerden van Wereldgroep I in 2011 naar Wereldgroep II in 2012.

## Wereldgroep II play-offs
Er waren acht deelnemende landen in de Wereldgroep II play-offs. In het weekeinde van 16 en 17 april 2011 speelde iedere deelnemer een landenwedstrijd tegen een door loting bepaalde tegenstander.
- Slovenië handhaafde haar niveau, en bleef in Wereldgroep II.
- Japan, Wit-Rusland en Zwitserland promoveerden van hun regionale zone in 2011 naar Wereldgroep II in 2012.
- Argentinië wist niet te ontstijgen aan haar regionale zone.
- Estland, Canada en Zweden degradeerden van Wereldgroep II in 2011 naar hun regionale zone in 2012.

## België
België speelde voor het eerst sinds 2007 weer in Wereldgroep I.
| datum      | tegenstander     | uitslag | locatie | groep | ronde        | w/v     |
| ---------- | ---------------- | ------- | ------- | ----- | ------------ | ------- |
| 2011-02-05 | Verenigde Staten | 4-1     | thuis   | WG-I  | eerste ronde | winst   |
| 2011-04-16 | Tsjechië         | 2-3     | thuis   | WG-I  | halve finale | verlies |

België speelde in de eerste ronde thuis tegen de Verenigde Staten, de verliezend finalist van het voorbije seizoen. Deze wedstrijd werd relatief eenvoudig gewonnen. In Antwerpen speelden namens België Kim Clijsters (WTA 2), Yanina Wickmayer (WTA 26), Kirsten Flipkens (WTA 88) en An-Sophie Mestach (WTA 476). Met de winst in de eerste ronde handhaafde België zich in Wereldgroep I.
In april volgde in het eigen Charleroi de halve finale tegen Tsjechië. De ontmoeting werd met 2-3 verloren. Kirsten Flipkens verloor de eerste partij tegen Petra Kvitová. Yanina Wickmayer zette de bordjes weer in evenwicht door van Barbora Záhlavová-Strýcová te winnen. Een dag later wist ook Flipkens haar te verslaan maar ook Kvitová won haar tweede partij, nu van Wickmayer. Het dubbelspel moest dus de beslissing brengen en hierin verloren Wickmayer en Flipkens in twee sets van het geroutineerde duo Iveta Benešová en Záhlavová-Strýcová. Reserves waren An-Sophie Mestach en Alison Van Uytvanck.

## Nederland
Nederland speelde voor de twaalfde editie op rij in groep 1 van de Europees/Afrikaanse zone. Hierin kwamen vijftien landen uit die in vier poules werden ingedeeld.
Nederland werd voor het toernooi in Israël geloot in poule D samen met Letland, Hongarije en Roemenië. Nederland speelde met het, volgens de wereldranking, sterkst mogelijke team. Michaëlla Krajicek (WTA-150) stelde zich voor het eerst sinds lange tijd weer beschikbaar. Arantxa Rus (WTA-111), Kiki Bertens (WTA-213) en Richèl Hogenkamp (WTA-251) maakten eveneens deel uit van het team. De eerste wedstrijd werd van het op papier sterkere Roemenië gewonnen. Ook de tweede wedstrijd, tegen Hongarije, werd gewonnen waarmee Nederland zich verzekerde van de groepswinst, ongeacht het resultaat in de laatste wedstrijd. De laatste groepswedstrijd tegen Letland werd vrij eenvoudig gewonnen. De promotiewedstrijd werd echter van Zwitserland verloren waardoor Nederland werd uitgeschakeld voor de Wereldgroep II play-offs in april. Nederland speelde daardoor in 2012 opnieuw in de regionale groep 1.
| datum      | tegenstander | uitslag | locatie | groep        | ronde      | w/v     |
| ---------- | ------------ | ------- | ------- | ------------ | ---------- | ------- |
| 2011-02-02 | Roemenië     | 3-0     | Israël  | EPA G1 D     | groepsfase | winst   |
| 2011-02-03 | Hongarije    | 3-0     | Israël  | EPA G1 D     | groepsfase | winst   |
| 2011-02-04 | Letland      | 3-0     | Israël  | EPA G1 D     | groepsfase | winst   |
| 2011-02-05 | Zwitserland  | 1-2     | Israël  | EPA G1 PP1–4 | finale     | verlies |

## Legenda
| niveau 1 | niveau 2 | niveau 3 | niveau 4 | niveau 5 |